# USS Congress (1842)

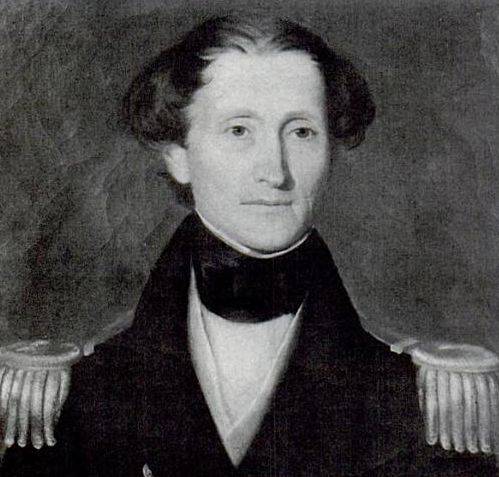
Philip Falkerson Voorhees

El USS Congress fue una fragata de la Armada de los Estados Unidos, la cuarta de ese nombre, con actuación en la Guerra de Secesión.

## Historia
Botada en los astilleros de Portsmouth el 16 de agosto de 1841 se incorporó a la escuadra de su nación el 7 de mayo de 1842 a las órdenes del capitán Philip Falkerson Voorhees. El 15 de julio partió rumbo al Mar Mediterráneo destinado al escuadrón al mando de los comodoros Charles W. Morgan y Charles Morris.
En diciembre de 1843 fue destinado a la División Naval de Brasil (Brazil Squadron) sumándose a la estación naval de su país  en el Río de la Plata junto a la fragata de 44 cañones USS Raritan y al bergantín USS Bainbridge
Allí participó el 29 de septiembre de 1844 del llamado Incidente del USS Congress, una injustificada agresión de la flota de los Estados Unidos a la escuadra argentina que bloqueaba el puerto de Montevideo. 
El 28 de octubre arribó al Río de la Plata el nuevo encargado de negocios estadounidense, William Brent Jr., y el nuevo comandante de la División Brasil, comodoro Daniel Turner. El 5 de noviembre Brent pasó a Buenos Aires y completó las reparaciones exigidas y el 10 hizo lo propio Turner, tras enviar una nota formalizando las excusas de su gobierno y prometiendo el enjuiciamiento de Voorhees.
Al regreso, una desobediencia formal agravó la situación de Voorhees: mientras se encontraba navegando cerca del Ecuador, se jactó ante su lugarteniente David Dixon Porter que desobedecería sus órdenes y en lugar de dirigirse a Norfolk (Virginia) navegaría en línea recta a Annapolis, donde su esposa y su influyente familia política le esperaba. 
Sin embargo mintió luego al almirante William Branford Shubrick, afirmando que no había decidido a navegar a Annapolis hasta el último minuto, cuando el viento y el clima le impidió entrar en Norfolk.
Voorhees fue sometido a juicio y el USS Congress arribó a Norfolk en marzo.
El 15 de septiembre fue destinado como buque insignia del comandante Robert F. Stockton partiendo al océano Pacífico en octubre. Después de dejar el 10 de junio en Honolulu al representante americano ante las Islas Sandwich, siguió a Monterrey uniéndose al Escuadrón del Pacífico. 
El 20 de julio asumió el mando el capitán Elie A. F. La Vallette, bajo cuya dirección actuó durante la guerra entre México y los Estados Unidos operando en la costa occidental de esa nación. Un destacamento de su tripulación participó de las batallas de Río San Gabriel y La Mesa, así como en la ocupación de Los Ángeles, California.
Asistió al bombardeo y captura de Guaymas en octubre de 1847 y en noviembre un destacamento participó de la ocupación de Mazatlán. 
El 23 de agosto de 1848, abandonó la Baja California navegando a Norfolk, arribando en enero de 1849.
En mayo de 1850 fue nuevamente destinado al Escuadrón del Brasil con la misión de proteger los intereses de su nación entre el río Amazonas y el Cabo de Hornos, asegurar la neutralidad en los conflictos entre las naciones de América del Sur y  prevenir el uso de la bandera estadounidense para cubrir el tráfico de esclavos.
Tras partir de Hampton Roads, Virginia, el 12 de junio, arribó a Río de Janeiro, Brasil, el 1 de septiembre, convirtiéndose en el nuevo buque insignia del comandante Issac McKeever. En junio de 1853 partió de regreso, arribando a Nueva York el 20 de julio, siendo retirado del servicio activo.
El 19 de junio de 1855 fue realistado y destinado al Mediterráneo como insignia del comandante Samuel Livingston Breese. El 26 de noviembre de 1857 finalizó esa comisión partiendo de Spezia, Italia, para arribar a Filadelfia, Pensilvania, el 13 de enero de 1858, quedando nuevamente inactivo.
En 1859 el Congress fue nuevamente enviado al Atlántico Sur como insignia del nuevo comandante del Escuadrón de Brasil Joshua R. Sands, permaneciendo en el área hasta que el estallido de la Guerra de Secesión precipitó su regreso a Boston, Massachusetts, donde arribó el 22 de agosto de 1861.
El 9 de septiembre de ese año, se integró al mando del capitán Louis M. Goldsborough al Escuadrón de Bloqueo del Atlántico, manteniendo esa comisión bajo el mando sucesivo del comandante W. Smith, del teniente Joseph B. Smith (accidental) y nuevamente de W. Smith.
El 8 de marzo de 1862 ancló frente a Newport News, Virginia, para bloquear ese puerto en conjunto con el USS Cumberland. El total de hombres a bordo, incluyendo tropas del New York 99th Regiment Infantry "Union Coast Guard" era de 434 hombres. 
Allí fueron atacado por el ironclad CSS Virginia bajo el mando del capitán Franklin Buchanan y otras cinco naves pequeñas que pretendían romper el bloqueo: CSS Raleigh, CSS Beaufort CSS Patrick Henry, CSS Jameston y CSS Teaser. Mientras el USS Cumberland era espoloneado y hundido, el Congress soltó amarras pero encalló en aguas poco profundas, quedando sometido al cañoneo a distancia de sus adversarios. Tras sufrir numerosas bajas, incluyendo a su comandante W. Smith, con varios focos de incendio a bordo e incapaz de devolver fuego eficaz, el Congress arrió su bandera. 
El CSS Virginia despachó botes para tomar el buque rendido, pero mientras los supervivientes del USS Congress eran evacuados, las baterías de la Unión en la costa norte abrieron fuego impidiendo la captura, por lo que en represalia el Virginia abrió nuevamente fuego con balas de cañón al rojo vivo y municiones incendiarias. El teniente Joseph Smith, nuevamente al mando, murió bajo el fuego enemigo y al poco tiempo el Congress se incendió y explotó su santabárbara, hundiéndose por popa.
Murieron a bordo 110 hombres y de los 26 heridos capturados, 10 murieron en tierra.
Al día siguiente se produciría la histórica batalla de Hampton Roads entre el Virginia y el USS Monitor.
En septiembre de 1865 el Congress fue reflotado y, trasladado a Norfolk, fue desguazado para su venta como chatarra.